# Edwin Boring

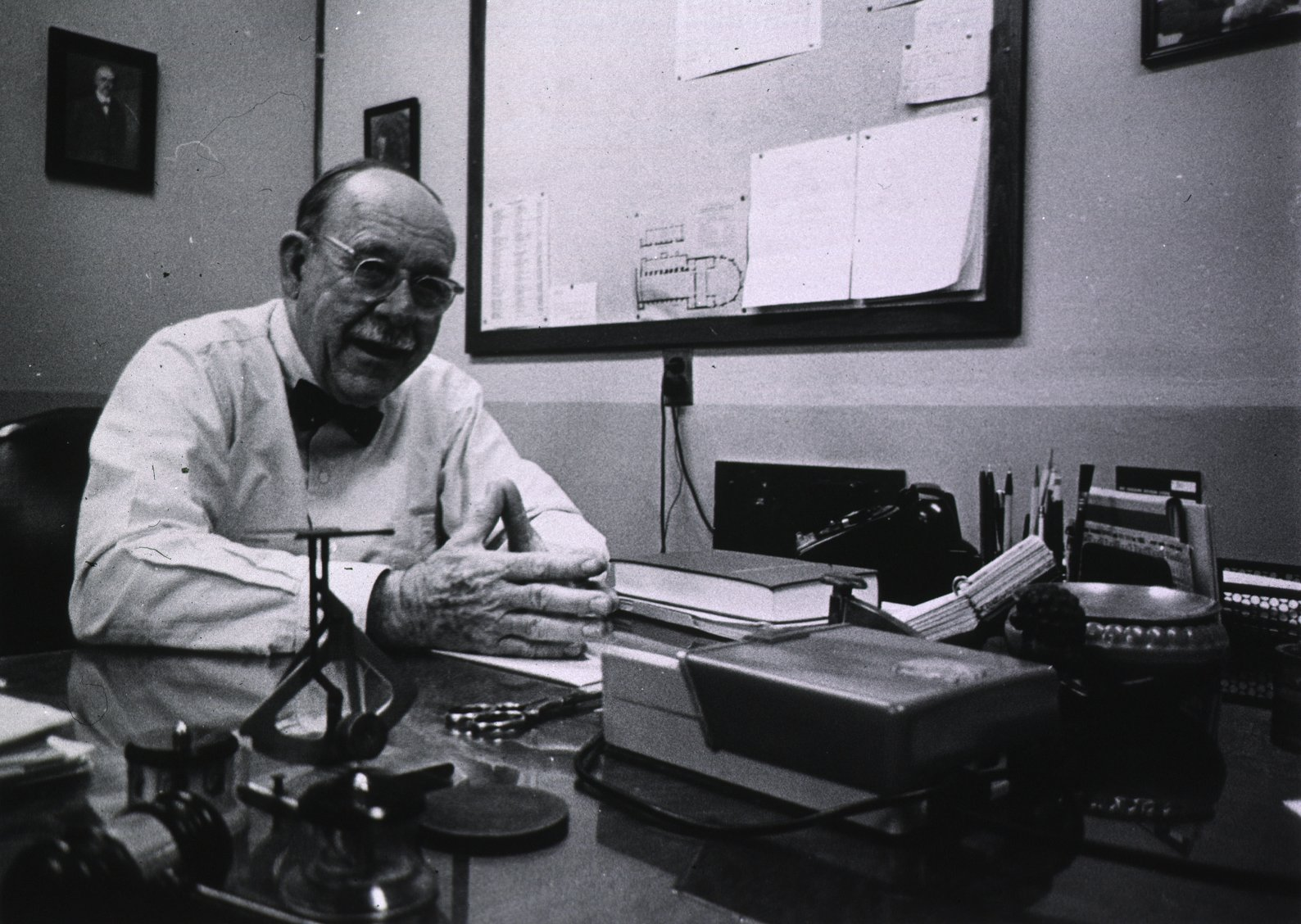
Edwin Boring (1961)

Edwin Garrigues Boring (* 23. Oktober 1886 in Philadelphia; † 1. Juli 1968 in Cambridge) war ein US-amerikanischer Experimentalpsychologe und einer der ersten Psychologie-Historiker.

## Leben

Doppeldeutiges Boring-Bild

Boring wurde 1886 in Philadelphia geboren und ging 1904 zum Studium an die Cornell University in Ithaca, New York, wo er 1908 seinen Abschluss als Medical Examiner erlangte. Nachdem er unter anderem als Lehrer arbeitete und währenddessen Psychologie-Kurse seiner Universität besuchte (unter anderem bei Edward Bradford Titchener), kehrte er 1910 an die Universität zurück und erlangte hier 1914 seinen Ph. D.
1917, beim Eintritt der USA in den Ersten Weltkrieg, verließ er die Cornell-Universität und ging zu Robert Yerkes, der vom US-Militär mit Rekrutierungstests betraut war. Dabei arbeitete er mit David Wechsler zusammen. 1919 bekam er eine befristete Stelle als Professor für Experimentalpsychologie an der Clark University in Worcester, Massachusetts. Nachdem die Zukunft der Psychologie an der Clark-Universität nach Ablauf seiner dreijährigen Befristung unklar war, nahm Boring 1922 eine Stelle als außerordentlicher Professor an der Harvard University in Cambridge, Massachusetts an, wo er bis zu seinem Lebensende blieb. In dieser Zeit verfasste er zahlreiche Empfehlungsschreiben, in denen er klar antisemitische Stereotype verbreitete.
Über das Fachpublikum hinaus wurde er durch doppeldeutige Bilder, die sog. Boring-Bilder, bekannt. In der Darstellung rechts können jeweils zwei Motive erkannt werden. Je nach Betrachter schwankt die Altersangabe zwischen 15 und 95 Jahre. Hintergrund ist der Figur-Grund-Prozess, dem die Gestaltwahrnehmung in der Gestaltpsychologie zugrunde liegt. Wenn eine Person gelernt hat, beide Gestalten zu erkennen, pendelt die Wahrnehmung zwischen den beiden Interpretationsmöglichkeiten hin und her, jedoch können nie beide Gestalten gleichzeitig gesehen werden.
Boring war mit Lucy May Day verheiratet, die zwei Jahre vor ihm an der Cornell-Universität promovierte. Die beiden hatten vier Kinder. 1924 wurde Boring in die American Academy of Arts and Sciences gewählt, 1932 in die National Academy of Sciences und 1945 in die American Philosophical Society.

## Publikationen
- A History of Experimental Psychology (1929)
- The Physical Dimensions of Consciousness (1933)
- Sensation and Perception in the History of Experimental Psychology (1942)
- Introduction to Psychology (1938)
- Psychology for the Fighting Man (1943)
- Psychology for the Armed Services (1945)
- Foundations of Psychology (1948, with Herbert Langfeld and Harry Weld)
- Psychologist at Large: an Autobiography and Selected Essays (1961)
- History, Psychology, and Science: Selected Papers (1963)